# فریدریش فون تون
فریدریش فون تون (انگلیسی: Friedrich von Thun؛ زادهٔ ۳۰ ژوئن ۱۹۴۲) یک هنرپیشه اهل اتریش است.
از فیلم‌ها یا مجموعه های تلویزیونی که وی در آن نقش داشته‌ است می‌توان به فهرست شیندلر، آمین.، او.کی. و تحقیقات پروفسور کاپیلیاری اشاره کرد.

## زندگینامه
فردریش از خاندان مشهور تون اوند هوهشتاین است . سوفی خوتک که به همراه شوهرش  آرشیدوک فرانتس فردیناند اتریش در ١٩١٤ به قتل رسید، خواهر مادربزرگش ماری همسر تون اوند هوهشتاین بود. فردربش جوانترین فرزند از چهار پسر ارنست تون اوند هوهشتاین و زنش ماری ترز ویدراشپرگ فون ویدراشپرگ بود. پس از جنگ جهانی دوم خانواده مال باخته و از خانه خود رانده شده، پس از اقامتی در اردوگاه چکلسواکها از موراوی به سوی اتریش روان شد. در  ١٩٤٩خواهرش الیزابت به دنیا آمد. در این زمان فردریش وارد کلوپ تاتر شد.
در ١٩٦٠ او به فراگیری هنرهای نمایشی و درسهای خصوصی کمدی پرداخت. سپس نقشهای کوچکی در سینما به او داده شد. رویهمرقفته فردریش در صدها فیلم سینمایی و تلویزیونی به ایفای نقش پرداخته است.  
- مشارکت‌کنندگان ویکی‌پدیا. «Friedrich von Thun». در دانشنامهٔ ویکی‌پدیای انگلیسی، بازبینی‌شده در ۱ ژوئن ۲۰۱۶.